# Ljungby kyrka, Kalmar län
Ljungby kyrka är en kyrkobyggnad i Ljungbyholm sydväst om Kalmar. Kyrkan som ligger strax norr om Ljungbyån, har varit sockenkyrka i Ljungby socken. Den är nu församlingskyrka i Ljungby församling.

## Kyrkobyggnaden
Den ursprungliga kyrkan som uppfördes i natursten i början av 1100-talet,  har betraktats som en sannolik stormannakyrka knuten till ett lokalt gods, som enligt olika källor lär ha funnits i Ljungby under tidig medeltid. Detta understryks också av den runsten, Sm 169, som sitter inmurad i kyrkans torn vars text lyder översatt:"Fet och Ragna,de läto rista stenar efter Vinterlide"..Kyrkan utvidgades kraftigt vid 1200-talets slut. Den treskeppiga medeltidskyrkan var en av de största i Kalmarbygden..Den var under medeltiden prostkyrka för prosten i Möre. Ljungby stod även i nära förbund med biskopsbordet i Linköping. Vid senare utvändiga renoveringsarbeten kunde murverksanalyser visa att Ljungby kan betraktas som systerkyrka till grannen Hossmo.
Kyrkan har under tidernas lopp genomgått flera om- och tillbyggnader. Kyrkan eldhärjades 1654. Efter ett åsknedslag 1757 omgestaltades kyrkans grundligt. När biskop Karl Gustav Schröder den 1:a Advent 1767 återinvigde kyrkan var det i stort sett en nästan ny kyrka som stod färdig efter en radikal ombyggnad..Vad interiören beträffar ersattes valv och pelare av trävalv..
År 1857 genomgick kyrkan en omfattande renovering. Vid detta tillfälle tillkom kyrktornet som ersatte en klockstapel från 1500-talets slut.  Arkitekt för denna renovering var ingen mindre än professor Carl Georg Brunius som bland annat svarade för omdaningar av såväl Lunds som Växjö domkyrkor. Brunius hyste ett stort intresse för medeltidens arkitektur och blev pionjär för den medeltidsinspirerade byggnadskonsten I Ljungby kommer detta till uttryck genom att såväl tornet som långhuset och koret försågs med trappgavlar. Även domkyrkan i Växjö erhöll trappgavlar, som dock togs bort i slutet på 1950-talet. Vid renoveringen 1988, ledd av arkitekterna Lennart Arvidsson och Ivar Petersson, förändrades Ljungby kyrkas interiör genom att det stora koret omvandlades till en ”lillkyrka”. Den nuvarande kyrkan består av ett rektangulärt långhus med kor i öster och tornbyggnad i väster.
Ljungby var sedan 1600-talet prebendepastorat åt teologie lektorer vid gymnasiet i Kalmar samt från och med 1830 för Kalmar stifts biskopar. Det innebar att dessa var kyrkoherdar i församlingen vid sidan om sin ordinarie tjänst och uppbar löneförmån från pastoratet. Några av biskoparna bebodde dessutom Ljungby prästgård. Den siste innehavaren kyrkoherdetjänsten i av Ljungby prebende pastorat var biskop Henry William Tottie som avled 1913.I ock med Kalmar stifts införlivande i Växjö stift 1915 upphörde pastoratets rang som prebende och det fick egen kyrkoherde..

## Inventarier
- Altare, fristående, tillkom 1988.
- Dopfunt, anskaffad 1988.
- Triumfkrucifix, skuret av konstnär Arvid Källström.
- Nygotisk predikstol med ljudtak, tillkom vid restaureringen 1857.
- Äldre altartavla, skapad av Jonas Berggren 1767.
- Altartavla från 1924, skapad av Nils Asplund.
- Öppen bänkinredning.

## Bildgalleri

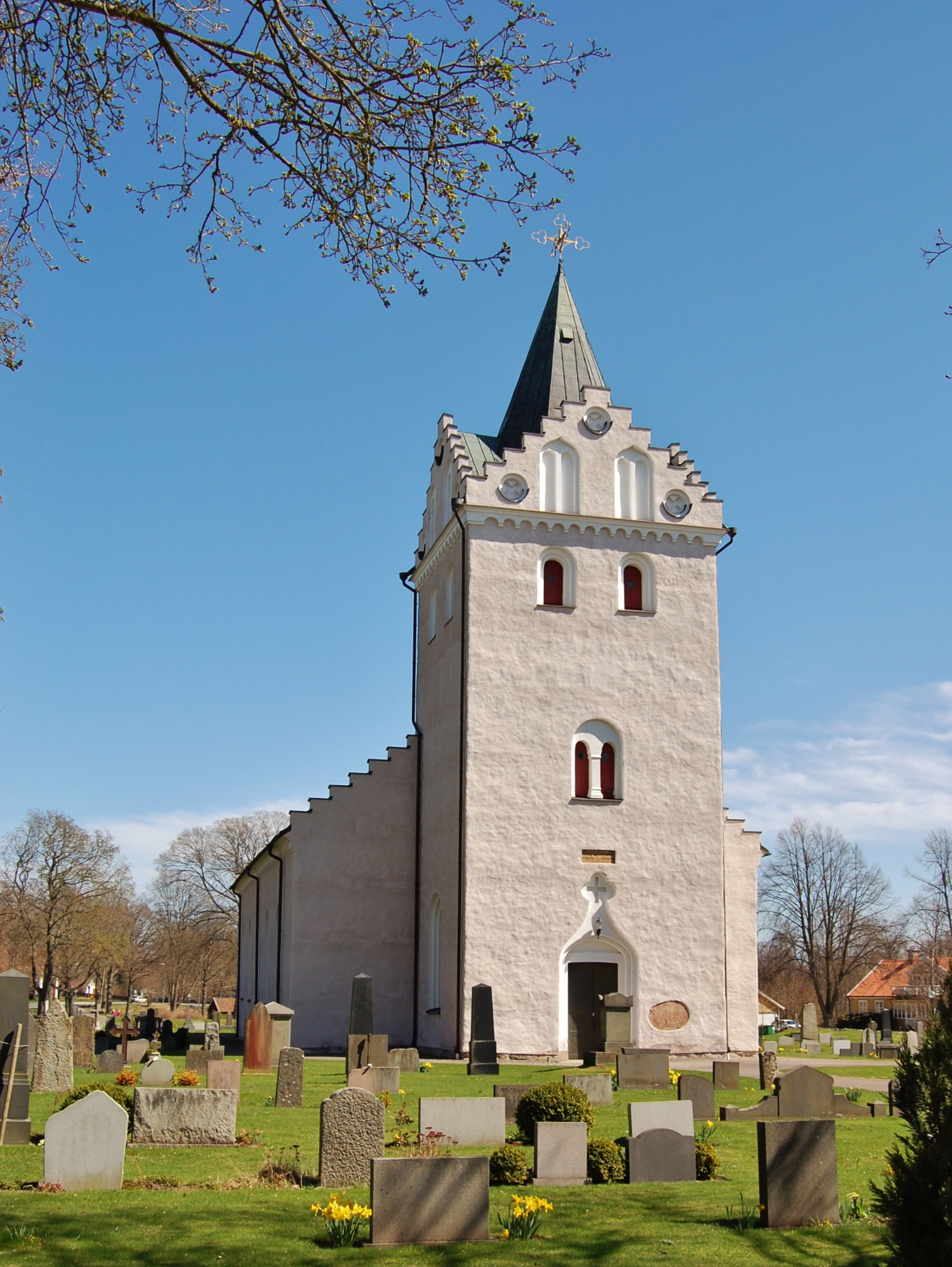
Tornbyggnaden med Brunius trappgavlar.
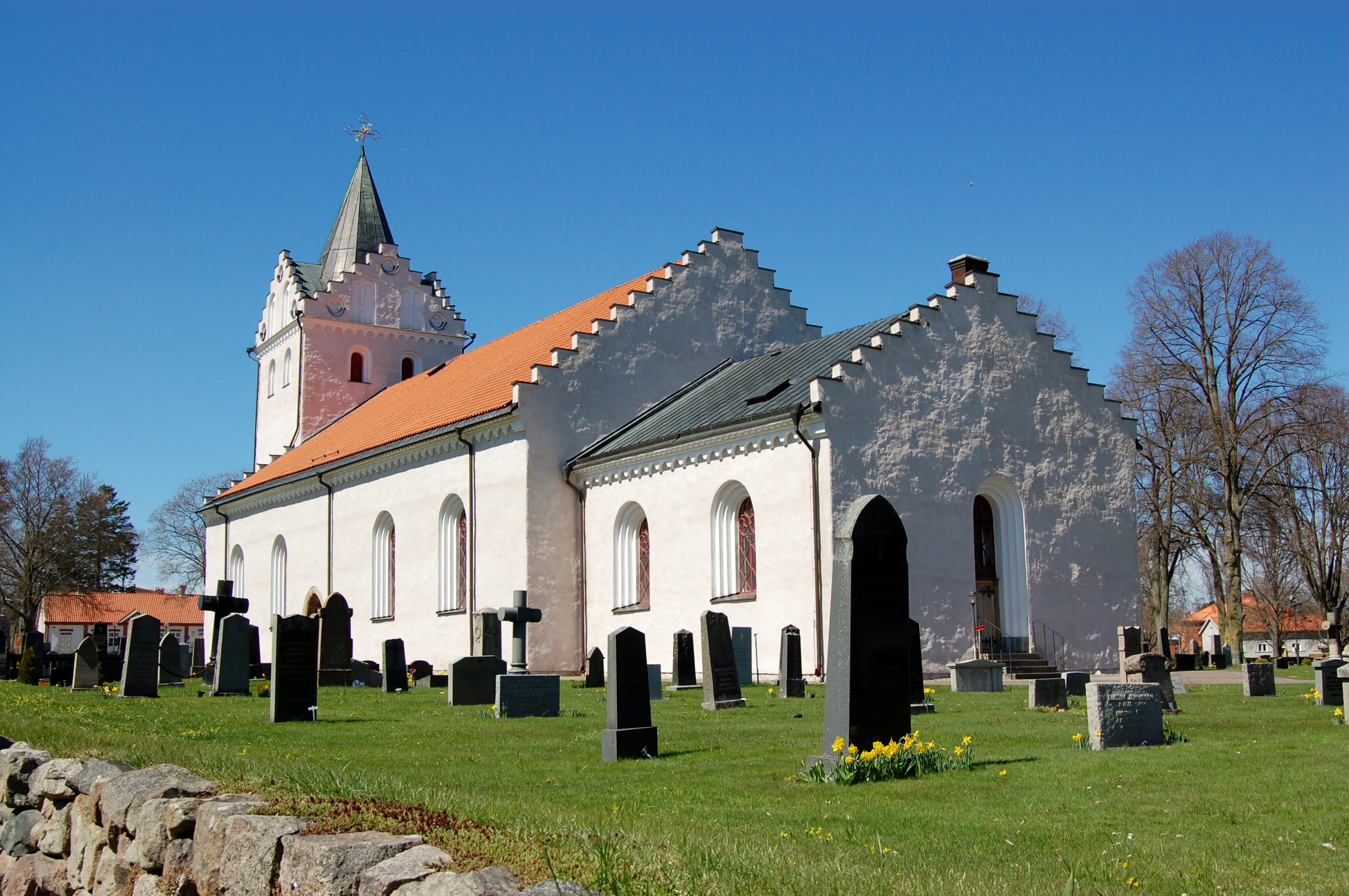
Kyrkan från sydöst.
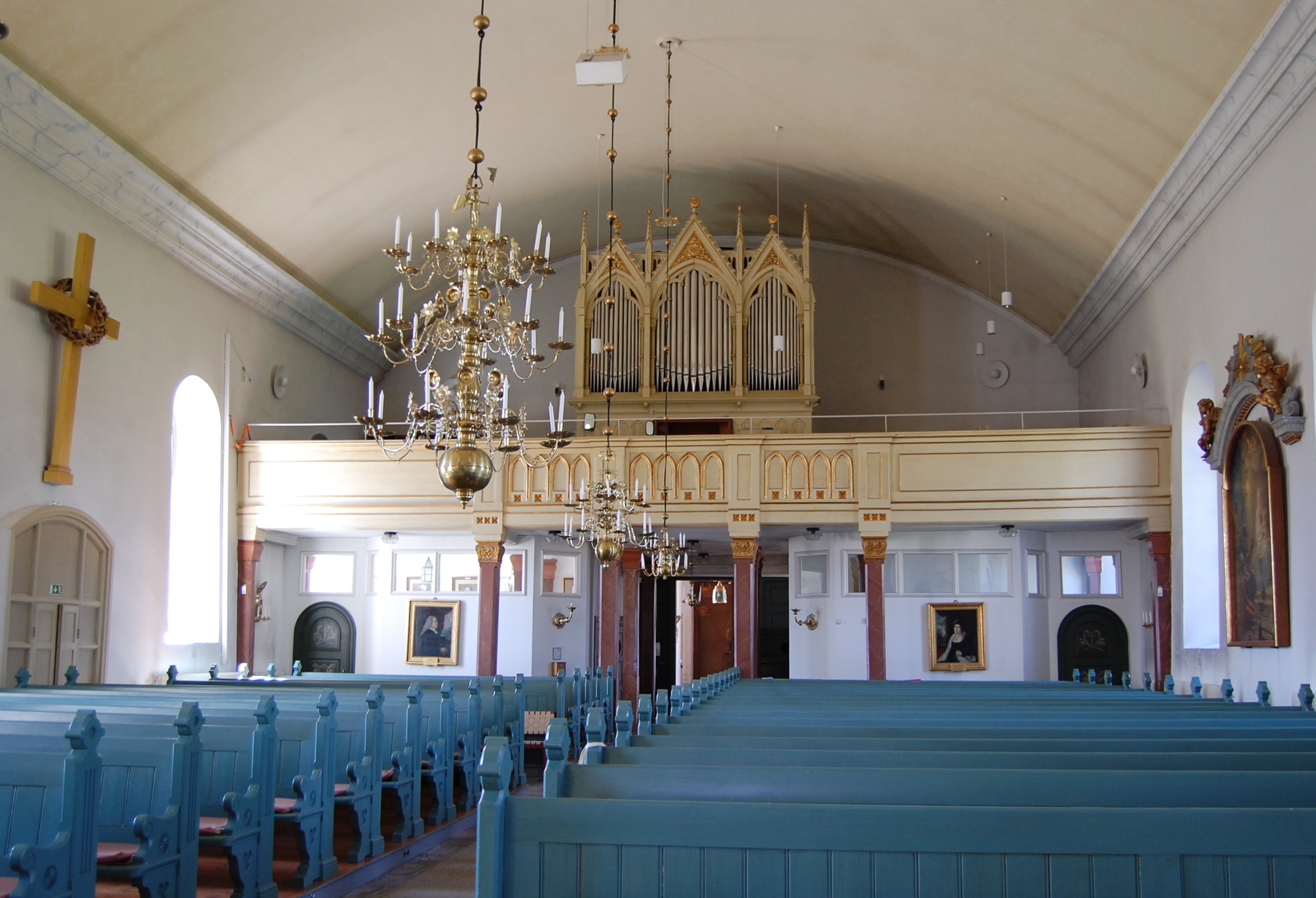
Kyrkorummet med orgelläktaren.
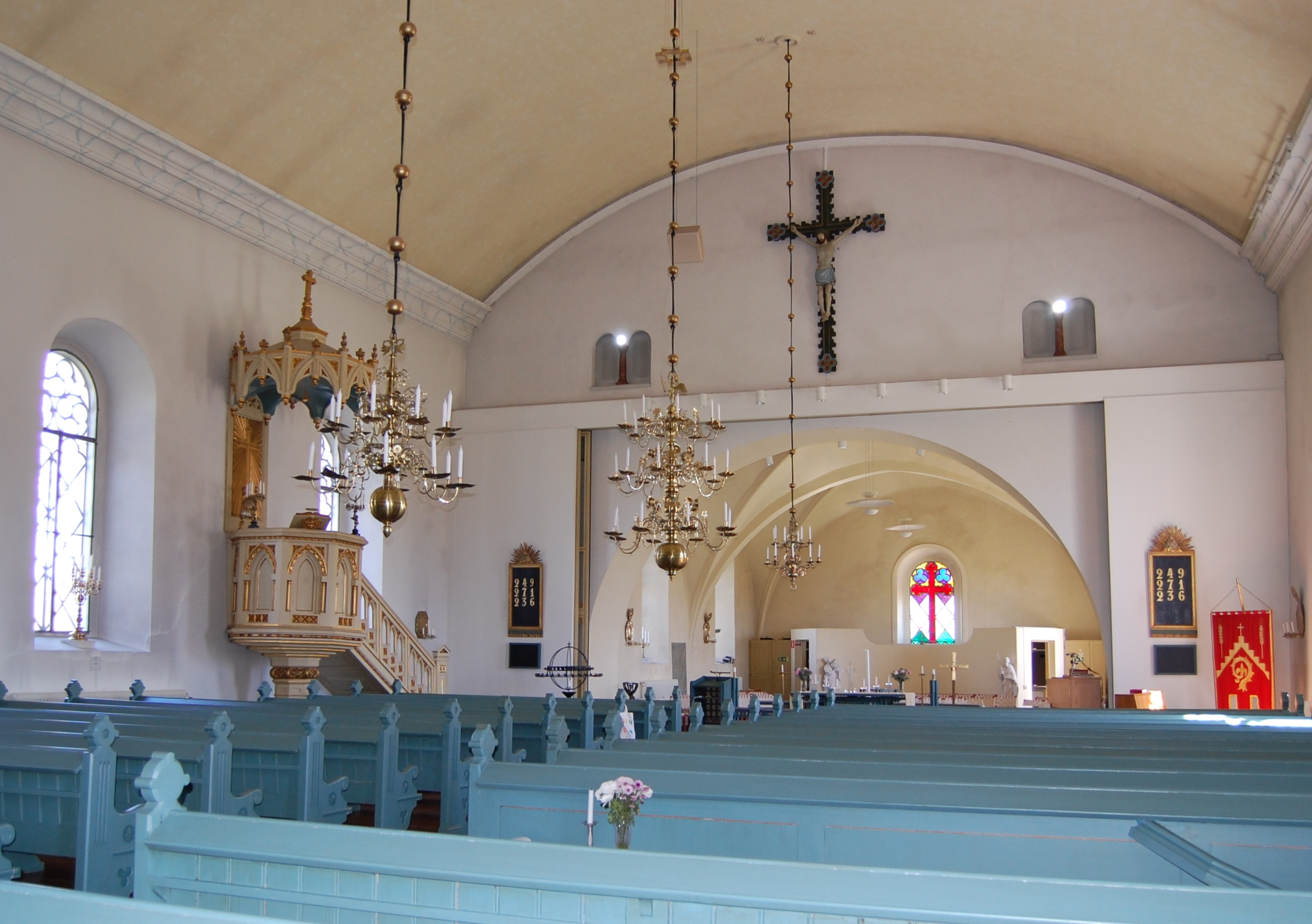
Kyrkorummet med triumfkrucifixet över korbågen.
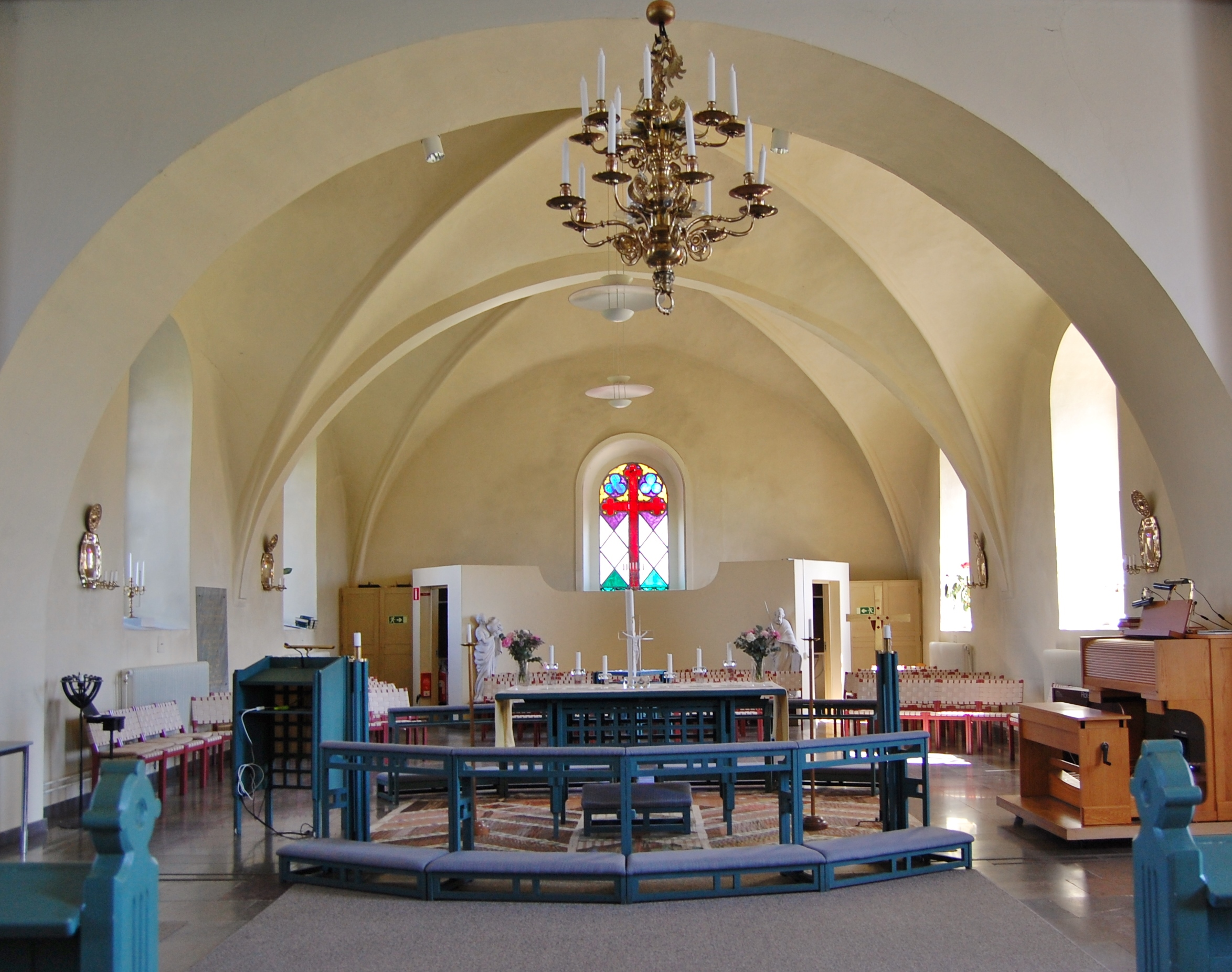
Koret som även fungerar som lillkyrka.
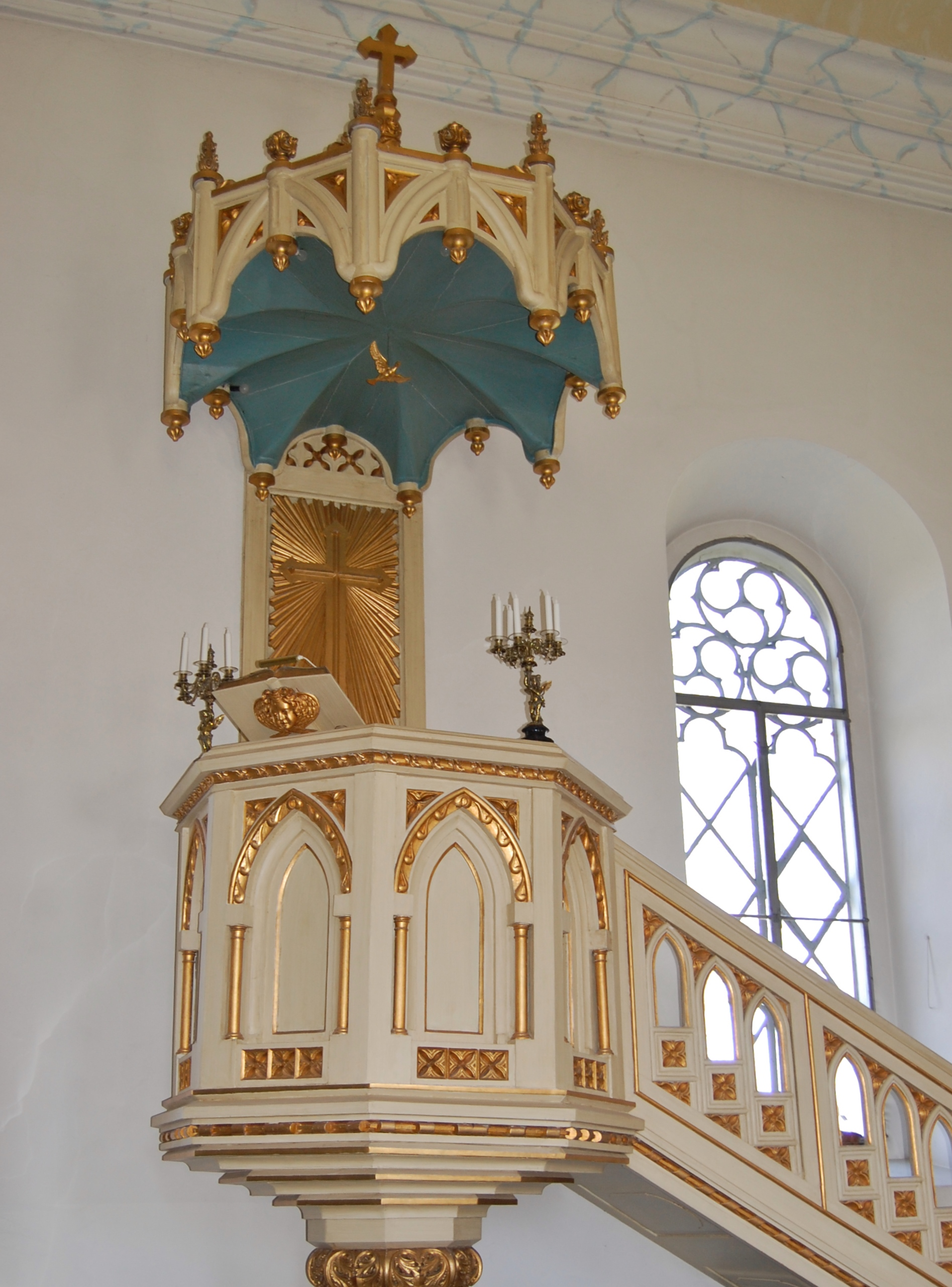
Den nygotiska predikstolen.
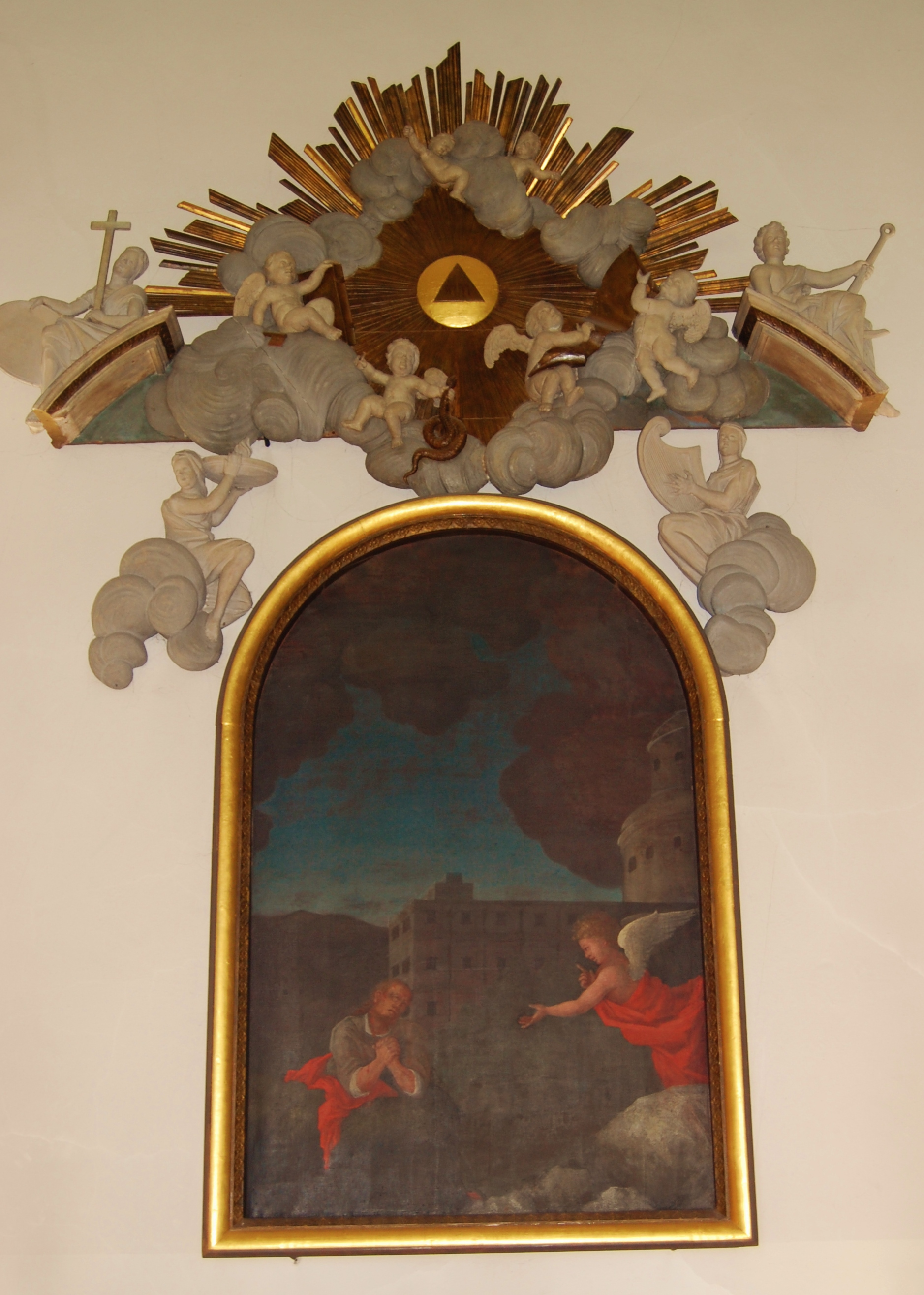
Äldre altartavla av Jonas Berggren 1767.

## Orgel

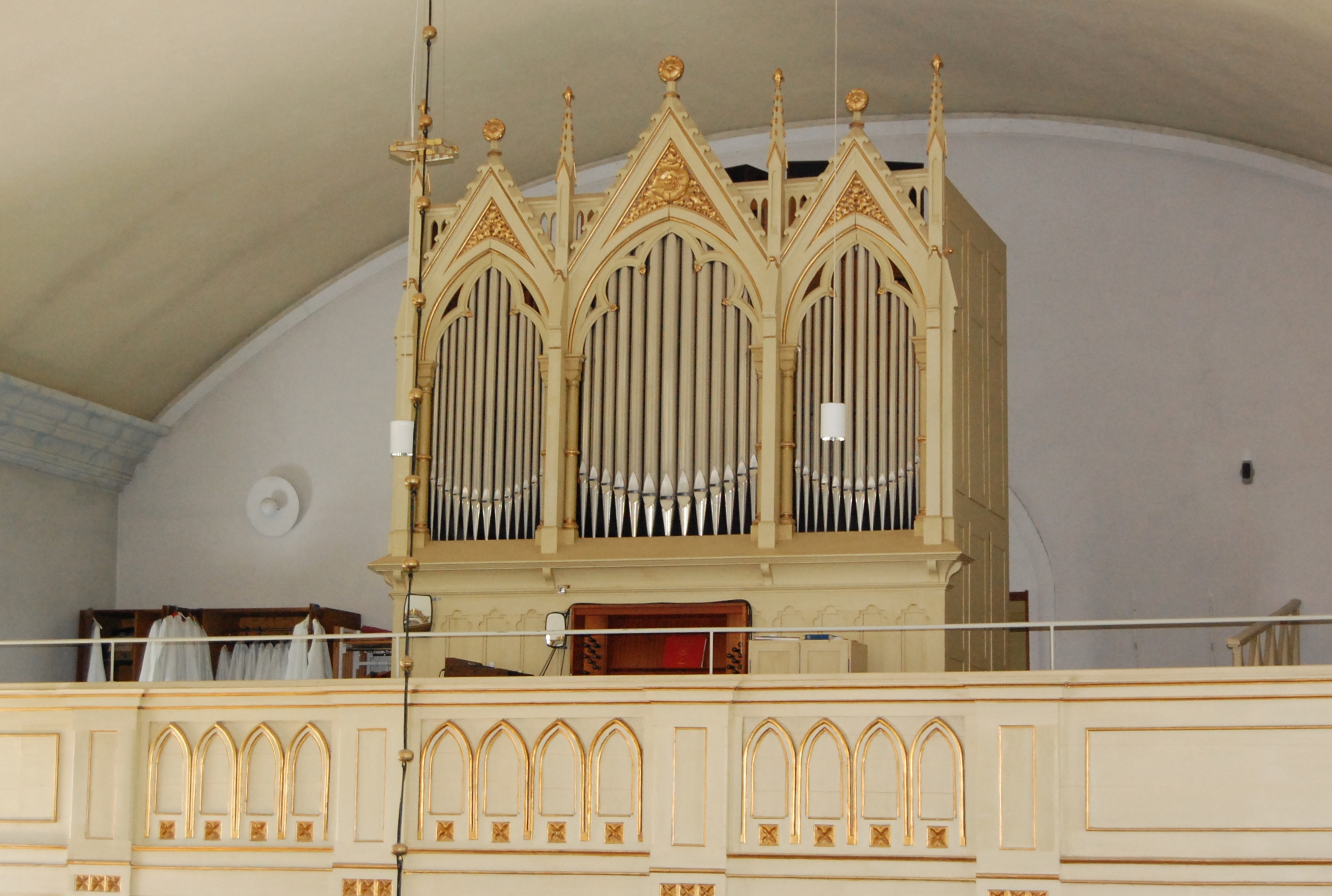
Orgeln med nygotisk fasad.

- 1756 byggde Lars Wahlberg, Vimmerby, en orgel som förstördes 1758 i kyrkans brand.[5]
- 1802 byggde Pehr Schiörlin, Linköping en orgel med 25 stämmor.
- 1891 byggde Åkerman & Lund, Stockholm, en orgel med 18 stämmor till kyrkan.
- Orgeln är byggd 1964 av Olof Hammarberg, Göteborg. Orgeln är mekanisk och fasaden är från 1891 års orgel.

| Huvudverk I       | Svällverk II      | Pedal        | Koppel |
| Principal 8’      | Gedakt 8’         | Subbas 16’   | I/P    |
| Rörflöjt 8’       | Fugara 8’         | Principal 8’ | II/P   |
| Oktava 4’         | Principal 4’      | Gedakt 8'    | II/I   |
| Traversflöjt 4’   | Koppelflöjt 4’    | Nachthorn 4' |        |
| Oktava 2’         | Gedaktflöjt 2'    | Basun 16'    |        |
| Sesquialtera 2 ch | Nasat 1 1/3'      | Skalmeja 4'  |        |
| Mixtur 5 ch       | Cymbel 2 ch       |              |        |
| Dulcian 16'       | Vox Humana 8'     |              |        |
| Trumpet 8'        |                   |              |        |
|                   | Crescendosvällare |              |        |